# Phyllium
Phyllium es el género más grande y extendido de insectos de hoja de la familia Phylliidae. Se encuentran en Sondalandia, las Islas Filipinas, Wallacea y Australasia.

## Especies
El género Phyllium incluye las siguientes especies:
- Phyllium antonkozlovi Cumming, 2017
- Phyllium arthurchungi Seow-Choen, 2016
- Phyllium bilobatum Gray, G.R., 1843
- Phyllium bonifacioi Lit & Eusebio, 2014
- Phyllium bourquei Cumming & Le Tirant, 2017
- Phyllium bradleri Seow-Choen, 2017
- Phyllium brossardi Cumming, Le Tirant & Teemsma, 2017
- Phyllium chenqiae Seow-Choen, 2017
- Phyllium conlei Cumming, Valero & Teemsma, 2018
- Phyllium cummingi Seow-Choen, 2017
- Phyllium elegans Grösser, 1991
- Phyllium ericoriai Hennemann, Conle, Gottardo & Bresseel, 2009
- Phyllium fallorum Cumming, 2017
- Phyllium gantungense Hennemann, Conle, Gottardo & Bresseel, 2009
- Phyllium gardabagusi Cumming, Bank, Le Tirant & Bradler, 2020
- Phyllium hausleithneri Brock, 1999
- Phyllium iyadaon Cumming, Le Tirant, Linde, Solan, Foley, Eulin, Lavado, Whiting, Bradler & Bank, 2023
- Phyllium jacobsoni Rehn, J.A.G. & Rehn, J.W.H., 1934
- Phyllium letiranti Cumming & Teemsma 2018
- Phyllium longicorne Latreille, 1802
- Phyllium mabantai Bresseel, Hennemann, Conle & Gottardo, 2009
- Phyllium mamasaense Grösser, 200 8
- Phyllium mindorense Hennemann, Conle, Gottardo & Bresseel, 2009
- Phyllium nisus Cumming, Bank, Le Tirant & Bradler, 2020
- Phyllium ortizi Cumming, Le Tirant, Linde, Solan, Foley, Eulin, Lavado, Whiting, Bradler & Bank, 2023
- Phyllium palawanense Grösser, 2001
- Phyllium philippinicum Hennemann, Conle, Gottardo & Bresseel, 2009
- Phyllium rubrum Cumming, Le Tirant & Teemsma, 2018
- Phyllium saltonae Cumming, Baker, Le Tirant & Marshall, 2020
- Phyllium samarense Cumming, Le Tirant, Linde, Solan, Foley, Eulin, Lavado, Whiting, Bradler & Bank, 2023
- Phyllium siccifolium (Linnaeus, 1758)
- Phyllium telnovi Brock, 2014
- Phyllium tobeloense Grösser, 2007
- Phyllium woodi Rehn, J.A.G. & Rehn, J.W.H., 1934